# 아스테라스 트리폴리스 FC

아스테라스 트리폴리스 FC는 그리스의 축구 클럽으로 그리스의 펠로폰네소스반도 중부에 위치한 트리폴리에 연고를 두고 있다. 아스테라스는 그리스어로 "별"을 뜻한다.
아스테라스는 1931년에 창단되었다. 2003년부터 2007년까지 다섯 시즌 동안 네 번의 승격을 하면서 2007-08시즌 처음으로 수페르리가 엘라다에 참가하였으며 2012-13 시즌부터는 UEFA 유로파리그 예선에 진출하기도 하였다.

## 역사
아스테라스 트리폴리스는 1931년에 케라미코스 (Keramikos)라는 이름으로 창단되었다. 1939-40시즌에 처음으로 그리스 국내 리그에 참가하였으나, 다음해에 제2차 세계 대전이 발발하는 바람에 팀이 해산되었다.
2차 대전 이후인 1947년 6월 23일에 아스테라스는 네오스 아스테라스 (Neos Asteras)라는 이름으로 다시 조직되어 공인된 팀이 되었다. 1950년대에 아스테라스는 아르카디아 챔피언십에 참가하여 1957-58시즌부터 다섯 시즌 연속으로 우승하였다. 또한 1961-62시즌과 1962-63시즌에 베타 에스니키에 참가하였다. 1963년 여름에 아스테라스는 아리스-아트로미토(Aris – Atromito)와 통합하였다. 그리하여 아틀리티코스 오밀로스 트리폴리스 (Athlitikos Omilos Tripolis, AOT)가 되었다. 이 팀은 1968년까지 존속하였다가 해체되어 아르카디코스와 통합하여 판아르카디코스가 되었다.
아스테라스의 새로운 역사는 현재까지 이어지고 있다. 1978년에 공식적으로 창단되어 아르카디아 지역 챔피언십에 참가하여 연속적인 승격을 거쳐 현재에 이르고 있다.

## 역대 성적
- 그리스 2부 리그 우승

우승 (1): 2007
- 그리스 3부 리그 우승

우승 (1): 2006
- 그리스 4부 리그 우승

우승 (1): 2005
- 그리스 5부 리그 (지역리그) 우승

우승 (8): 1958, 1959, 1960, 1961, 1962, 1988, 1990, 2003
프로 리그에서의 아스테라스 (2008-09시즌 포함)
- 슈퍼리그 그리스에서 14 시즌
- 그리스 2부 리그에서 3 시즌
- 그리스 3부 리그에서 1 시즌
- 그리스 4부 리그에서 5 시즌

## 선수 명단

### 현역
참고: FIFA 자격 규정에 따라 소속된 국가대표팀 국기를 표시합니다. 선수는 복수의 FIFA 비회원국 국적을 가지고 있을 수 있습니다.
| 번호 | 포지션 | 국적       | 이름            |
| ---- | ------ | ---------- | --------------- |
| 14   | DF     | 이집트     | 세이프 엘하샤브 |
| 31   | DF     | 나이지리아 | 에케레트 우돔   |

| 번호 | 포지션 | 국적 | 이름 |
| ---- | ------ | ---- | ---- |

## 역대 감독
| 감독            | 임기   |
| --------------- | ------ |
| 클로드 마켈렐레 | 2024 ~ |